# Andrew Henderson
Pour les articles homonymes, voir Henderson.
Pas d'image ? Cliquez ici

a Compétitions nationales et continentales officielles uniquement.

b Matchs officiels uniquement.
Andrew Roger Henderson, né le 3 février 1980 à Chatham, est un joueur de rugby à XV qui joue avec l'équipe d'Écosse à compter de 2001, évoluant au poste de trois-quarts centre. Il joue avec le club des Newcastle Falcons.

## Biographie
Andrew Henderson obtient sa première cape internationale le 22 septembre 2001 contre l'équipe d'Irlande. Henderson participe à la Coupe du monde 2003 (3 matchs joués). Il joue avec les Glasgow Warriors en coupe d'Europe (5 matchs en 2004-05) et en Celtic League.

## Statistiques en équipe nationale
- 53 sélections
- 40 points (8 essais)
- Sélections par années : 1 en 2000, 5 en 2001,2 en 2002, 13 en 2003, 6 en 2004,10  en 2005,6 en 2006,9 en 2007
- Tournois des Six Nations disputés : 2002, 2004, 2005